# Anders Giertta Strålman
Erik Anders Christer Giertta Strålman, född 19 november 1953 i Nässjö församling, Jönköpings län, är en svensk företagsledare som var koncernchef och vd för dagligvarukoncernen Axfood Aktiebolag mellan 1 november 2005 och mars 2017. Han var dessförinnan vd för livsmedelskedjan Willys AB mellan 2000 och 2005. Den 8 september 2016 meddelade Axfood att Strålman skulle lämna sina positioner i mars 2017 och bli ersatt av Clas Ohlson-vd:n Klas Balkow, det meddelades dock samtidigt att han skulle vara kvar inom Axfood som rådgivare åt just Balkow, en position han skulle ha fram tills han går i pension under 2018.
Strålman är styrelseordförande alternativt ledamot i styrelserna för bland annat Returpack Sverige AB, Willys AB, Hemköpskedjan AB, Dagab, Bergendahls el och Svensk Handel.
Han är utbildad civilekonom vid Göteborgs universitet.